# Блиц шахмат
Блиц шахмат или накратко блиц (Мълниеносна игра, от немското Blitz – мълния) е форма на шахмат, при която всеки играч има по-малко от 10 минути, за да обмисли цялата игра.  Най-често блиц игрите се играят над 5 минути за цялата партия или 3 минути + 2 секунди увеличение на ход. Ако играч превиши ограничението за време, той губи играта, освен ако опонентът вече няма възможност да матира чрез законен ход в този момент или сам е надвишил ограничението за време. В този случай играта завършва наравно. Блиц шахът се играе с шахматен часовник и по време е между ускорения шах (rapid chess с време за мислене между 10 и 60 минути) и „светкавичния (куршумен) шахмат“ (bullet chess с време за мислене под 3 минути). „Армагедонският шах“ е особена разновидност, при която се прилагат различни правила за всеки от двамата играчи.

## Специфика
Блицът трябва да се разграничава от „бързия шах“ (ускорен шах).
Блицът се различава от шаха с редовна контрола по това, че от играча се изисква по-бързо изчисляване на опциите, както и добра техника за игра на стандартни ситуации, когато времето става решаващ фактор. Популярността на играта на блиц или светкавичен  шахмат за около 3 минути в онлайн режим се дължи на факта, че с такъв контрол на времето е трудно за слаб шахматист да използва тихо съветите на силни шах-програми, от които е почти невъзможно дори и най-силните шахматисти да спечелят блиц. Една игра на супер блиц на човек срещу програма може да продължи много ходове, където е трудно човек да не прави грешки и да не губи. Напротив, в шахматната програма вероятността от грешка е сведена до минимум и като правило в нея е вградена „невъзможността“ за изпускане на флага.
Една игра може да бъде оценена като блиц, ако продължава повече от три, но по-малко от десет минути; или определеното време за игра плюс 60-кратно увеличение (времето, добавено след всеки ход) е общо повече от 3 минути и по-малко от 10 минути 

## Специални правила
За разлика от нормалния турнирен шах, ходовете в блиц шаха не трябва да се записват. 
В правилата на ФИДЕ до 2017 г. друга особеност e била, че ход, който не отговаря на правилата, можеше да бъде коригиран само ако въпросният играч все още не е активирал часовника си. След натискане на часовника това води до незабавна загуба на играта, ако противникът забележи и се оплаче. От 1 януари 2018 г. правилата на ФИДЕ предвиждат наказание за време за първи неправилен ход. Тази промяна е противоречива сред играчите. В аматьорски турнири без оценка Ело много организатори продължават да използват старата версия на правилата.
Незаконен ход трябва да бъде наблюдаван от съдията или да се оплаче от опонента, преди той да е докоснал фигура, за да я премести. Правилото е, че неправилен ход се „легализира“, ако опонентът след това направи ход сам и натисне часовника си. Изключение правят позициите, при които и двамата царе са в шах или пешка е на задната редица на противника. Такива позиции се изравняват от рефера след завършване на следващия ход.
Ако обявяването на „шах“ и „мат“ не бъде спазено, в много стари версии на правилата е било обичайно да се удря царят. Междувременно пленяването на царя на следващия ход вече не е разрешено. Вместо това, играчът, чийто ред е, трябва да претендира за победа, без да прави своя ход. Ако все пак удари царя на противника и по този начин претендира да спечели играта, играчът трябва да бъде предупреден от съдията за нарушаване на правилата (удряне на царя), но претенцията за победа трябва да бъде приета. 
Когато решавате дали да спечелите или да завършите наравно след оплакване за неправилен ход или падане на флага на часовника, трябва да се отбележи, че играта може да се счита за победа само за опонента на играча, чийто флаг е паднал или който е направил неправилен ход, ако за него е възможно да постигне мат с всяка поредица от законни ходове. Например, ендшпил на цар и фигура срещу цар и по-малка фигура или пешка трябва да се счита за победа, ако двете фигури не са офицери от един и същи цвят, тъй като все още е възможен допълнителен мат. Мъртвите позиции са равенства, независимо колко материал има все още на дъската.

## Значение
През XIX век, в епохата преди шахматния часовник, се играе „блиц за обявяване“, при който команда за ход се дава от рефер на всеки пет или десет секунди. Дълго време блиц шахът не e бил сериозно признат като форма на състезание от Световната шахматна федерация ФИДЕ и е бил популярен сред повечето гросмайстори повече като забавление, на което да се наслаждават по време на турнирните почивки. Силата на блиц обикновено не се е смятала за мярка за умения в турнирния шах. Мненията за стойността на играта блиц са различни: някои (например Михаил Тал) виждат нейните предимства в динамиката и забавлението, като същевременно вярват, че играта блиц развива реакцията на шахматното мислене, служи като тренировка за игра под натиск на времето, други (например Михаил Ботвиник) смятат мълниеносната игра за творчески непродуктивна. Някои гросмайстори (например бившият световен шампион Анатолий Карпов) дори стигат дотам, че класифицират блиц шаха като вреден за собствените им игрови способности.
Това негативно отношение към блиц шаха се променя след появата на интернет-платформите за шах и откакто ФИДЕ започва редовно да организира турнири по блиц шах, включително на гросмайсторско ниво, от около 2006 г. Вече има високо ценени турнири по чист блиц и бърз шах. Има и турнирни формати, в които класическият шах се комбинира с блиц и бърз шах, например на ФИДЕ Гранд При или Grand Chess Tour. В допълнение, бързият и блиц шахматът служат като тайбрек в много турнири по класически шах. Някои световни първенства през XXI век се решават с бърз шах или с блиц.
В допълнение, блиц шахът е популярен като забавна и развлекателна форма на шах, която се играе главно на игрови вечери в шах клубове или в шах барове (често срещу пари).

## Световни шампиони
| №  | Шахматист           | Година | Държава  |
| -- | ------------------- | ------ | -------- |
| 1  | Михаил Тал          | 1988   | СССР     |
| 2  | Александър Гришчук  | 2006   | Русия    |
| 3  | Василий Иванчук     | 2007   | Украйна  |
| 4  | Леньер Домингес     | 2008   | Куба     |
| 5  | Магнус Карлсен      | 2009   | Норвегия |
| 6  | Левон Аронян        | 2010   | Армения  |
| 7  | Александр Гришчук   | 2012   | Русия    |
| 8  | Ле Куанг Льем       | 2013   | Виетнам  |
| 9  | Магнус Карлсен      | 2014   | Норвегия |
| 10 | Александър Гришчук  | 2015   | Русия    |
| 11 | Сергей Карякин      | 2016   | Русия    |
| 12 | Магнус Карлсен      | 2017   | Норвегия |
| 13 | Магнус Карлсен      | 2018   | Норвегия |
| 14 | Магнус Карлсен      | 2019   | Норвегия |
| 15 | Максим Вашие-Лаграв | 2021   | Франция  |
| 16 | Магнус Карлсен      | 2022   | Норвегия |

## Армагедонски шахмат
„Армагедонският шах“ е особен вид блиц, при който се прилагат различни правила за всеки от двамата играчи. Това е игра, която задължително завършва с победа за един от играчите, тъй като равенството означава победа за черните. Но белите имат една минута повече време преди началото на играта: 6 към 5 или 5 към 4 минути. Играта може да се играе и с малко добавяне на време на всеки ход.

## Светкавичен шахмат
„Светкавичният шахмат“ е още по-бърз от блица с време за мислене от 1 до 3 минути. Известен е още като „куршумен шахмат“ или „шах на топка“ (bullet chess) и е популярен в Интернет. Най-често срещаният тип е 2 минути на игра плюс 1 секунда на ход. Тъй като топката (бутона) на часовника трябва да бъде ударена за кратък период от време, се изискват практически способности като скорост, бърза реакция, физическо умение, тактика и чувствителност, а не техника или знания. 